# Lubiatowo (województwo wielkopolskie)
Lubiatowo – wieś w województwie wielkopolskim, w powiecie śremskim, w gminie Dolsk.
Wieś szlachecka Lubiatowo maior położona była w 1581 roku w powiecie kościańskim województwa poznańskiego. W latach 1975–1998 miejscowość administracyjnie należała do województwa poznańskiego.
Wieś położona 4 km na zachód od Dolska przy drodze powiatowej nr 4073 z Nochowa do Dolska.
Pierwsza wzmianka o wsi pochodzi z 1391 roku, wówczas wieś była własnością biskupów poznańskich. Później istniał tu folwark, którego dziedzicami byli: na przełomie XIV i XV – Lubiatowscy, w latach 1440-1470 – Wyskotowie z Ostrowa koło Śremu, a następnie do 1590 roku – Błociszewscy alias Lubiatowscy herbu Ostoja oraz Kopaszewscy, Międzychodzcy, Kołaccy i Rąbińscy. 
Atrakcjami turystycznymi wsi są:
- Budynek szkoły z końca XIX w.
- Pozostałości folwarku, m.in. obora z końca XIX w.

## Demografia
Liczba mieszkańców miejscowości w poszczególnych latach:
| Rok  | Ilość mieszkańców |
| ---- | ----------------- |
| 1988 | 243               |
| 2002 | 249               |
| 2009 | 246               |
| 2011 | 237               |
| 2021 | 272               |